# Stránske
Stránske (maďarsky Alsóosztorány, do roku 1907 Sztranszke) je obec na Slovensku v okrese Žilina. V roce 2011 zde žilo 741 obyvatel. První písemná zmínka o obci pochází z roku 1368.

## Poloha
Obec leží v severní části Rajecké kotliny, asi 1 km východně od města Rajecké Teplice. Protéká jí Stránský potok a stavebně je propojena s městskou částí Rajeckých Teplic Poluvsím.

## Dějiny
Poprvé se vzpomíná při přestavbě kostela z 13. století v roce 1368. Ten byl 15. ledna 1858 vážně poškozen při zemětřesení. Jeho působivá zřícenina s přilehlým hřbitovem zde stojí dodnes. V roce 1995 byl postaven nový kostel, který je zasvěcen svaté Heleně.